# Список микропроцессоров Pentium II
Intel Pentium II — процессор x86-совместимой микроархитектуры Intel P6, анонсированный 7 мая 1997 года.

## Пк-процессоры

### «Klamath» (350нм)
- Все модели поддерживают: MMX
- Кэш L2 cache работает на 50 % скорости процессора
- Партия номеров с префиксом B предназначена для розничной продажи

| Номер модели   | Частота | Кэш L2 | FSB    | CPU множитель | Напряжение питания | TDP     | Сокет  | Core Stepping | Дата выпуска | Номер                                          | sSpec Number(s)                   |
| -------------- | ------- | ------ | ------ | ------------- | ------------------ | ------- | ------ | ------------- | ------------ | ---------------------------------------------- | --------------------------------- |
| Pentium II 233 | 233 МГц | 512 Кб | 66 МГц | 3.5x          | 2,8 В              | 34,8 Вт | Slot 1 | C0, C1        | 7 мая 1997   | 80522PX233512, 80522PX233512EC, B80522PX233512 | SL264, SL28K, SL2HD, SL2HF, SL2QA |
| Pentium II 266 | 266 МГц | 512 Кб | 66 МГц | 4x            | 2,8 В              | 38,2 Вт | Slot 1 | C0, C1        | 7 мая 1997   | 80522PX266512, B80522PX266512                  | SL265, SL28L, SL2HC, SL2QB, SL2HE |
| Pentium II 300 | 300 МГц | 512 Кб | 66 МГц | 4.5x          | 2,8 В              | 43 Вт   | Slot 1 | C0, C1        | 7 мая 1997   | 80522PX300512EC, B80522PX300512EC              | SL28R, SL2MZ, SL2HA, SL2QC        |

### «Deschutes» (250нм)
- Все модели поддерживают: MMX
- Кэш L2 cache работает на 50 % скорости процессора
- Pentium II OverDrive является Deschutes Pentium II ядро, предназначено для операций под Socket 8. Он поставляется с 512 Кб кэша L2, что делает его похожим на Pentium II Xeon.

| Номер модели         | Частота             | Кэш L2 | FSB               | CPU множитель | Напряжение питания | TDP     | Сокет    | Core Stepping | Дата выпуска    | Номер                            | sSpec Number(s)                                                                    |
| -------------------- | ------------------- | ------ | ----------------- | ------------- | ------------------ | ------- | -------- | ------------- | --------------- | -------------------------------- | ---------------------------------------------------------------------------------- |
| Pentium II 266       | 266 МГц             | 512 Кб | 66 МГц            | 4x            | 2,0 В              | 16,8 Вт | Slot 1   | DA0, DB0      |                 | B80523P266512E                   | SL2K9, SL2QE, SL33D, SL2W7                                                         |
| Pentium II 300       | 300 МГц             | 512 Кб | 66 МГц            | 4.5x          | 2,0 В              | 18,6 Вт | Slot 1   | DA1, DB0, A0B |                 | B80523P300512E                   | SL2VY, SL35V, SL2YK, SL2W8                                                         |
| Pentium II 333       | 333 МГц             | 512 Кб | 66 МГц            | 5x            | 2,0 В              | 20,6 Вт | Slot 1   | DA0, DA1, DB0 | 26 января 1998  | 80523PX333512                    | SL2KA, SL2QF, SL2QH, SL2ZP, SL2S5, SL2TV, SL2WY                                    |
| Pentium II Overdrive | 333 МГц или 300 МГц | 512 Кб | 66 МГц или 60 МГц | 5x            | 3,3 В              |         | Socket 8 | DB0           | Август 1998     | PODP66X333                       | Q0126, SL2K3, SL2KE, SL3EA                                                         |
| Pentium II 350       | 350 МГц             | 512 Кб | 100 МГц           | 3.5x          | 2,0 В              | 21,5 Вт | Slot 1   | DA1, DB0, DB1 | 15 апреля 1998  | 80523PY350512                    | SL2U3, SL2S6, SL2SF, SL2WZ, SL356, SL37F, SL38M, SL36U, SL3J2                      |
| Pentium II 400       | 400 МГц             | 512 Кб | 100 МГц           | 4x            | 2,0 В              | 24,3 Вт | Slot 1   | DA1, DB0, DB1 | 15 апреля 1998  | BX80523U400512E, 80523PY400512PE | SL3EE, SL2S7, SL2SH, SL2YM, SL37G, SL2U5, SL357, SL3F9, SL38N, SL38Z, SL3D5, SL2U6 |
| Pentium II 450       | 450 МГц             | 512 Кб | 100 МГц           | 4.5x          | 2,0 В              | 27,1 Вт | Slot 1   | DB0           | 24 августа 1998 | BX80523U450512E                  | SL358, SL2WB, SL37H, SL2U7                                                         |

## Мобильные процессоры

### «Tonga» (250нм)
- Все модели поддерживают: MMX
- Кэш L2 cache работает на 50 % скорости процессора

| Номер модели   | Частота | Кэш L2 | FSB    | CPU множитель | Напряжение питания | TDP     | Сокет | Дата выпуска    | Номер         | sSpec Number(s) |
| -------------- | ------- | ------ | ------ | ------------- | ------------------ | ------- | ----- | --------------- | ------------- | --------------- |
| Pentium II 233 | 233 МГц | 512 Кб | 66 МГц | 3.5x          | 1,7 В              | 9,0 Вт  |       | 2 апреля 1998   | PMD23305001AA | SL2KH           |
| Pentium II 266 | 266 МГц | 512 Кб | 66 МГц | 4x            | 1,7 В              | 10,3 Вт |       | 2 апреля 1998   | PMD26605001AA | SL2KJ           |
| Pentium II 300 | 300 МГц | 512 Кб | 66 МГц | 4.5x          | 1,7 В              | 11,6 Вт |       | 9 сентября 1998 | PMD30005001AA | SL2Y7           |

### «Dixon» (250нм)
- Все модели поддерживают: MMX
- Кэш L2 cache работает на 100 % скорости процессора
- Также известен как Pentium II «Performance Enhanced»

| Номер модели     | Частота | Кэш L2 | FSB    | CPU множитель | Напряжение питания | TDP     | Сокет | Дата выпуска | Номер         | sSpec Number(s) |
| ---------------- | ------- | ------ | ------ | ------------- | ------------------ | ------- | ----- | ------------ | ------------- | --------------- |
| Pentium II 266PE | 266 МГц | 256 Кб | 66 МГц | 4x            | 1,6 В              | 10,6 Вт |       |              | PMG26602002AA | SL32M           |
| Pentium II 300PE | 300 МГц | 256 Кб | 66 МГц | 4.5x          | 1,6 В              | 12,0 Вт | MMC-2 |              | PMG30002002AA | SM32N           |
| Pentium II 333   | 333 МГц | 256 Кб | 66 МГц | 5x            | 1,6 В              | 12,7 Вт | MMC-2 |              | PMF33302001AA | SL3KG           |
| Pentium II 366   | 366 МГц | 256 Кб | 66 МГц | 5.5x          | 1,6 В              | 14,1 Вт | MMC-2 |              | PMG36602002AA | SL32P           |